# Xestoblatta roppai
Xestoblatta roppai är en kackerlacksart som beskrevs av Rocha e Silva och Fraga 1975. Xestoblatta roppai ingår i släktet Xestoblatta och familjen småkackerlackor. Inga underarter finns listade i Catalogue of Life.